# Octave Mirbeau
Ne doit pas être confondu avec la sculpture à son effigie, Octave Mirbeau (sculpture).
 (juillet 2025).
Octave Mirbeau, né le 16 février 1848 à Trévières (Calvados) et mort le 16 février 1917 à Paris 8e, est un écrivain, critique d'art et journaliste anarchiste français. Il connut une célébrité européenne et de grands succès populaires, tout en étant également apprécié et reconnu par les avant-gardes littéraires et artistiques.
Journaliste influent et fort bien rémunéré, critique d’art défenseur des avant-gardes, pamphlétaire redouté, Octave Mirbeau était aussi un romancier novateur, qui a contribué à l'évolution du genre romanesque, et un dramaturge, à la fois classique et moderne, qui a triomphé sur toutes les grandes scènes du monde. Mais, après sa mort, il traverse pendant un demi-siècle une période de purgatoire, étant trop dérangeant tant sur le plan littéraire et esthétique que sur le plan politique et social.
Inclassable sur un plan littéraire, il fait fi des étiquettes, des théories et des écoles, et il étend à tous les genres littéraires sa contestation radicale des institutions culturelles. Il est aussi politiquement incorrect, farouchement individualiste et libertaire. Il incarne ainsi une figure d'intellectuel critique, potentiellement subversif et « non récupérable », selon l'expression utilisée par Jean-Paul Sartre dans sa pièce de théâtre Les Mains sales (1948).
Guy de Maupassant lui a dédié sa nouvelle Aux champs (1882).

## Biographie

### Débuts

#### Jeunesse

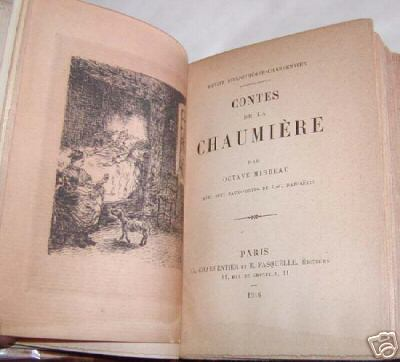
Contes de la chaumière, illustrés par Jean-François Raffaëlli, 1894.

Petit-fils de notaires normands, Octave Mirbeau est le fils de Ladislas-François Mirbeau (1815-1900, officier de santé) de Rémalard, dans le Perche et d'Eugénie-Augustine Dubosq (1825-1870), fille de notaire tréviérois. Après une scolarité primaire chez les Sœurs de l'éducation chrétienne de Rémalard, le jeune Octave Mirbeau fait des études médiocres au collège des jésuites Saint-François-Xavier de Vannes, d'où il est chassé en 1863 dans des conditions plus que suspectes, qu'il évoquera en 1890 dans son roman Sébastien Roch.
Après son baccalauréat, il se demande s'il va s'orienter vers la médecine ou le droit. Il s'inscrit à la Faculté de droit de Paris le 14 novembre 1866 mais suit les cours en dilettante et n'achève pas ses études. Il rentre à Rémalard, où il travaille chez le notaire du village. Mobilisé, il subit la guerre de 1870 dans l'armée de la Loire, et l'expérience traumatisante de la débâcle lui inspirera plusieurs contes et des chapitres démystificateurs du Calvaire et de Sébastien Roch.
Pendant toutes ses années d'enfance, dont il a conservé des souvenirs de morne tristesse et d'ennui, son seul confident est son ami Alfred Bansard des Bois, à qui il adresse des lettres qui constituent à la fois un défouloir et un apprentissage littéraire.

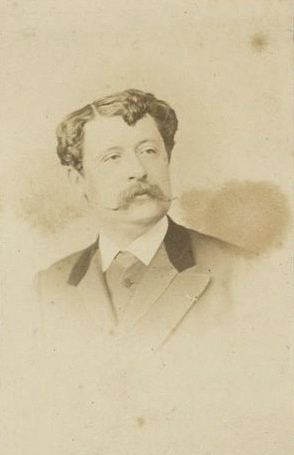
Dugué de La Fauconnerie.

En 1872, il monte à Paris et fait ses débuts journalistiques dans le quotidien de l’Appel au peuple, nouveau nom du parti bonapartiste, L'Ordre de Paris, dirigé par un client et voisin de son père, l'ancien député de l'Orne Henri-Joseph Dugué de La Fauconnerie, qui lui a offert l'occasion de fuir le destin notarial où il se sentait enfermé comme dans un cercueil. Il devient le secrétaire particulier de Dugué et se trouve donc, à ce titre, chargé d’écrire tout ce qui s'écrit chez lui, notamment les brochures de propagande bonapartiste : épisode douloureux, dont il se souviendra amèrement dans son roman inachevé, publié après sa mort, Un gentilhomme.

#### Entrée en journalisme
Pendant une douzaine d’années, Octave Mirbeau va donc faire « le domestique », en tant que secrétaire particulier, et « le trottoir », comme il l’écrit des journalistes en général, en tant que collaborateur à gages de divers organes de presse : selon lui, en effet, « un journaliste se vend à qui le paie ».

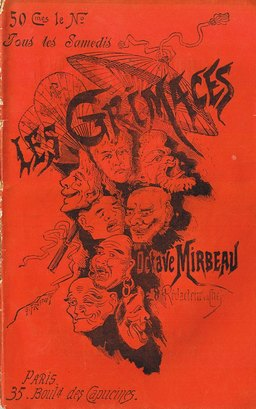
Les Grimaces, 1883.

Ses chroniques ont paru successivement dans L'Ordre de Paris, organe officiel de l’Appel au Peuple, bonapartiste, jusqu’en 1877, puis dans L'Ariégeois, au service du baron Gaston de Verbigier de Saint-Paul, député de l’Ariège, en 1877-1878, puis dans Le Gaulois, devenu monarchiste sous la direction d'Arthur Meyer (1880-1882).
En 1883, pendant trois mois, il dirige et rédige presque seul un biquotidien d'informations rapides, Paris-Midi Paris-Minuit. Puis, pendant six mois, il devient le rédacteur en chef pour le compte du banquier Edmond Joubert, vice-président de la Banque de Paris et des Pays-Bas des Grimaces, hebdomadaire attrape-tout, anti-opportuniste et antisémite (sur ce point, il a fait son auto-critique dès le 14 janvier 1885 dans La France).
Il entend y faire grimacer les puissants, démasquer leurs turpitudes et dévoiler les scandales de la pseudo-République, où, selon lui, une bande de « joyeux escarpes » crochètent impunément les caisses de l’État. Paul Hervieu, qui, ainsi qu’Alfred Capus, collabore aux Grimaces sous le pseudonyme de Liris, devient son ami et son confident.
Au début des années 1880, Mirbeau fait aussi « le nègre » et ainsi produit une dizaine de volumes, publiés sous au moins deux pseudonymes (Alain Bauquenne et Forsan). Cela lui permet, non seulement de gagner convenablement sa vie, à une époque où il entretient une maîtresse dispendieuse, mais aussi et surtout de faire ses gammes et ses preuves, en attendant de pouvoir voler de ses propres ailes, signer sa copie et la vendre avantageusement. En 1882, sous le pseudonyme de Gardéniac, il fait également paraître dans Le Gaulois une série de Petits poèmes parisiens, où il cite pour la première fois un poème souvent attribué à Rimbaud, « Poison perdu ».

#### Grand tournant

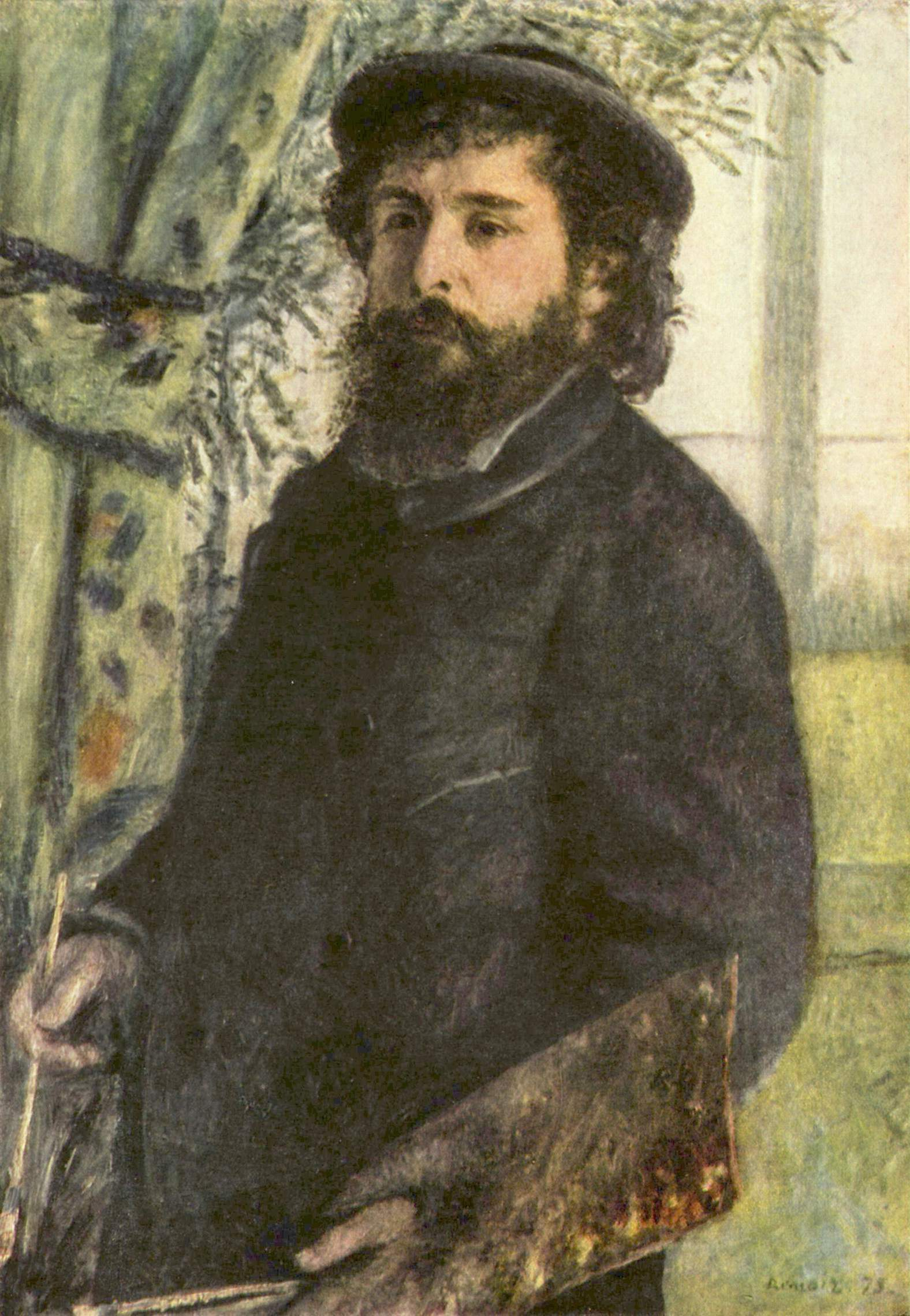
Claude Monet, toile d’Auguste Renoir.

En 1884, pour se remettre et se « purger » d’une passion dévastatrice pour une femme galante, Judith Vinmer – expérience qui lui inspirera son premier roman officiel, Le Calvaire –, Mirbeau fait retraite pendant sept mois à Audierne, dans le Finistère, et se ressource au contact des marins et paysans bretons.
C’est le grand tournant de 1884-1885 : de retour dans la presse parisienne, il commence, tardivement et difficilement, à écrire pour son propre compte et entame sa rédemption par le verbe : ce n’est pas un hasard si la suite projetée du Calvaire, jamais écrite, devait précisément s'intituler La Rédemption.
Dès lors, il met sa plume au service de ses valeurs éthiques et esthétiques et engage les grands combats éthiques, politiques, artistiques et littéraires qui donneront de lui l’image durable d’un justicier et d'un imprécateur. C’est à la fin de 1884 que commence sa longue amitié pour les deux « grands dieux de [son] cœur », Claude Monet et Auguste Rodin.
Début 1892, lors de la grande exposition de l'œuvre de Camille Pissarro organisée par Durand-Ruel, les scènes de la vie à la campagne sont pour lui l'occasion de dépeindre et de célébrer la classe ouvrière agricole dans son élément. Cela est considéré comme une attaque choquante contre le goût du public et il y eut un tollé dans certains milieux. Octave Mirbeau prend sa défense : « Les critiques adorent les anecdotes ; ils ne sont émus que par des vulgarités sentimentales. Il n'y a rien de tout cela dans l'œuvre de M. Pissarro... L'œil de l'artiste, comme l'esprit du penseur, découvre les aspects plus larges des choses, leur totalité et leur unité. »

### Consécration
Entré en littérature, Mirbeau poursuit désormais une double carrière de journaliste et d’écrivain. Chroniqueur, conteur et critique d’art influent, redouté et de mieux en mieux rémunéré, il collabore, successivement ou parallèlement, à La France, au Gaulois, au Matin, à Gil Blas, au Figaro, à L'Écho de Paris, puis, pendant dix ans, à partir de l’automne 1892, au Journal, où il touche 350 francs par article (environ 1 500 euros en 2022), ce qui est tout à fait considérable pour l’époque.

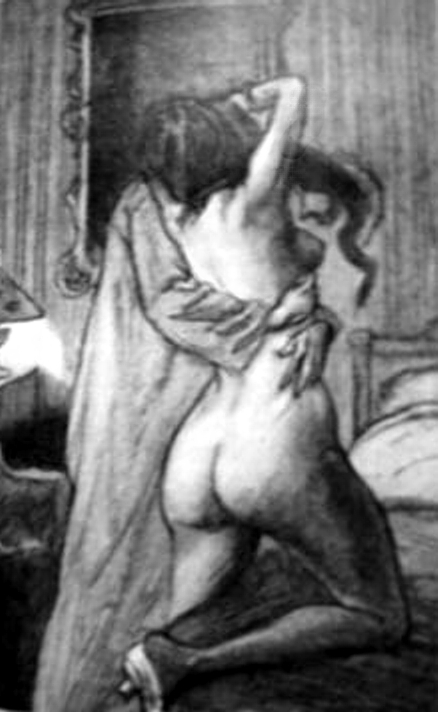
Le Calvaire, illustré par Pierre Georges Jeanniot (1901).

Outre ses chroniques, il y fait paraître de nombreux contes, dont il ne publie en volume qu’une petite partie : Lettres de ma chaumière (1885) – dont l’exergue est significatif de son engagement éthique : « Ne hais personne, pas même le méchant. Plains-le, car il ne connaîtra jamais la seule jouissance qui console de vivre : faire le bien » – et Contes de la chaumière (1894). La plupart de ces contes ne seront publiés qu’après sa mort, en plusieurs volumes, et seront recueillis en 1990 dans ses Contes cruels (rééditions en 2000 et 2009).
Parallèlement, il entame sur le tard et sous son propre nom une carrière de romancier. Le Calvaire, qui paraît en novembre 1886, lui vaut un succès de scandale, notamment à cause du deuxième chapitre démystificateur sur la débâcle de l’armée de la Loire pendant la guerre de 1870 qui fait hurler les nationalistes et que Juliette Adam a refusé de publier dans la Nouvelle revue (ce roman inspirera certains écrivains comme Paul Bourget). Puis est publié L'Abbé Jules (avril 1888), roman dostoïevskien dont le héros, Jules Dervelle, est un prêtre révolté, déchiré par ses contradictions et fauteur de scandales. Sébastien Roch (mars 1890) porte sur un sujet tabou, le viol d’adolescents par des prêtres, ce qui lui vaut une véritable conspiration du silence. Ces œuvres novatrices, en rupture avec les conventions du naturalisme, sont vivement appréciées des connaisseurs et de l’avant-garde littéraire, mais sont négligées par une critique conformiste, effrayée par leurs audaces.
C’est au cours de cette période qu’il entame une vie de couple avec Alice Regnault, une ancienne actrice de théâtre, qu’il épouse, honteusement et en catimini, à Londres, le 25 mai 1887, après deux ans et demi de vie commune. Mais Mirbeau ne se fait aucune illusion sur ses chances de jouir du bonheur conjugal, comme en témoigne une nouvelle au titre amèrement ironique, publiée au lendemain de son mariage, « Vers le bonheur ». « L’abîme » qui, selon lui, sépare à tout jamais les deux sexes, les condamne irrémédiablement à de douloureux malentendus, à l’incompréhension et à la solitude. Cette expérience le poussera, vingt ans plus tard, à interpréter à sa façon les relations entre Balzac et Évelyne Hanska dans La Mort de Balzac (1907), sous-chapitres de La 628-E8, où il ne cherchera pas à établir une impossible « vérité » historique et qui lui servira avant tout d’exutoire pour exhaler son amertume et ses frustrations.

#### Crise
Pendant les sept années qui suivent (1887-1894), Mirbeau traverse une interminable crise morale, où le sentiment de son impuissance à se renouveler, sa remise en cause des formes littéraires, notamment du genre romanesque, jugé par trop vulgaire, et son pessimisme existentiel, qui confine au nihilisme, sont aggravés par une douloureuse crise conjugale qui perdure – et dont témoigne une longue nouvelle, Mémoire pour un avocat (1894). C’est au cours de cette période difficile qu’il s'engage dans le combat anarchiste et qu’il découvre Vincent van Gogh, Paul Gauguin et Camille Claudel, dont il proclame à trois reprises le « génie ». Il publie également son roman Dans le ciel en feuilleton dans L'Écho de Paris (mais non en volume), et il rédige sa première grande pièce, Les Mauvais bergers, tragédie prolétarienne profondément pessimiste, qui sera créée en décembre 1897 par les deux plus grandes « stars » de la scène de l’époque, Sarah Bernhardt et Lucien Guitry.

#### Triomphe

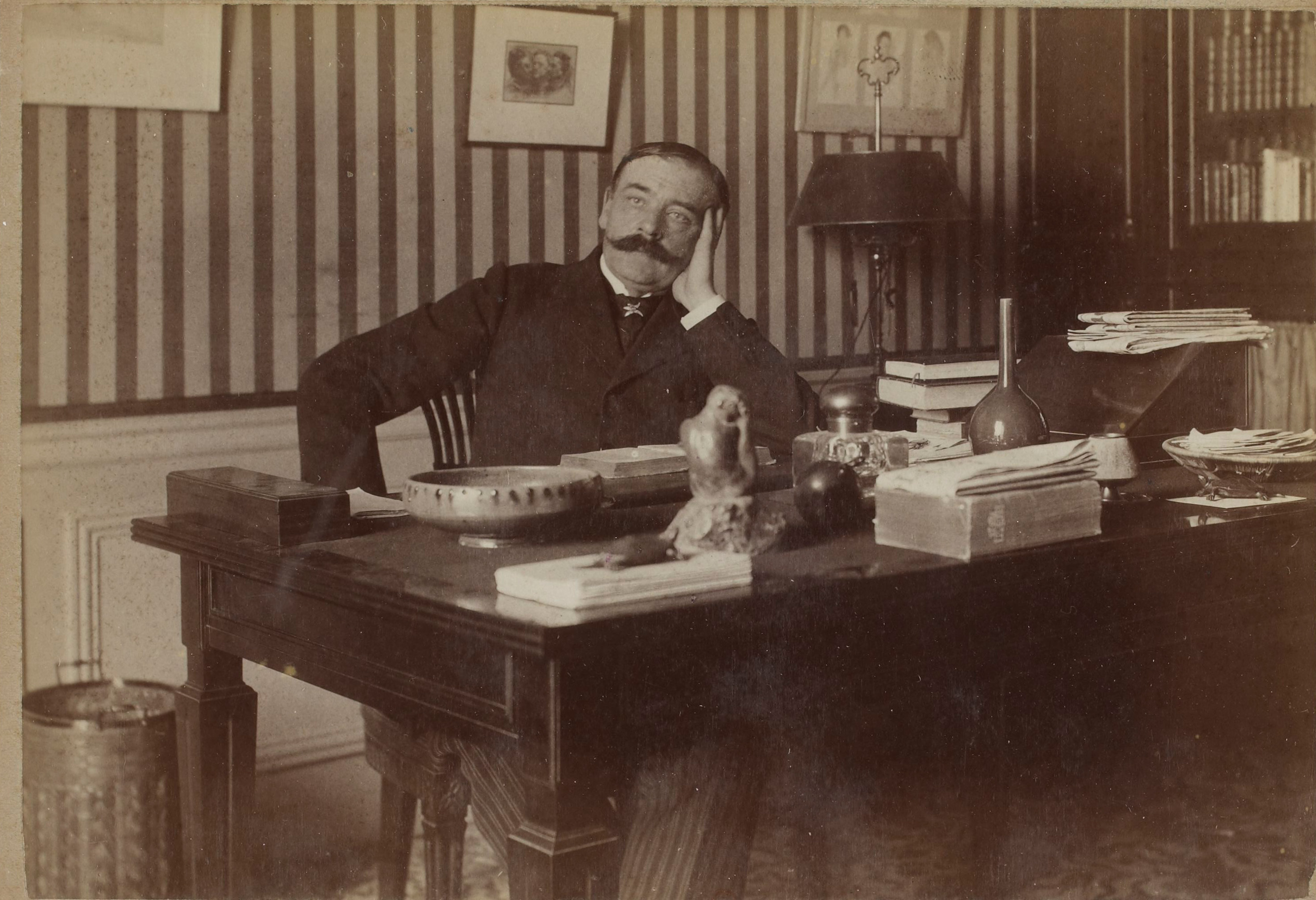
Octave Mirbeau photographié par Dornac, Nos contemporains chez eux.

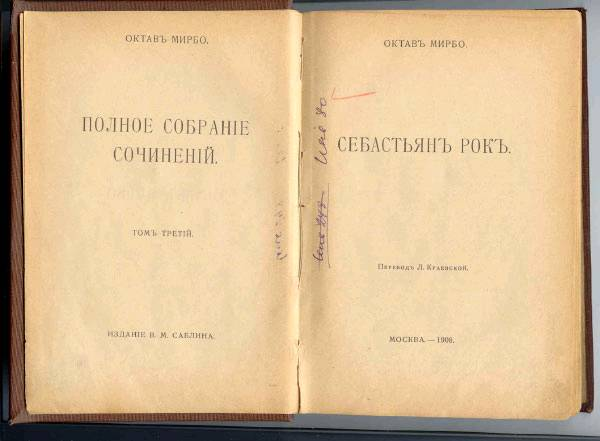
Sébastien Roch, tome III de la première édition russe des œuvres complètes de Mirbeau, 1908.

Au tournant du siècle, après l'Affaire Dreyfus, dans laquelle il s'engage passionnément (il sera même blessé), Mirbeau remporte de grands succès de ventes et de scandales avec Le Jardin des supplices (juin 1899) et Le Journal d'une femme de chambre (juillet 1900), et, à degré moindre, avec Les Vingt et un Jours d'un neurasthénique (août 1901) ; puis il connaît un triomphe mondial au théâtre avec Les affaires sont les affaires (1903), puis avec Le Foyer (1908), deux comédies de mœurs au vitriol qu’il parvient, non sans mal, à faire représenter à la Comédie-Française, au terme de deux longues batailles. La 628-E8 connaît également un succès de scandale en novembre 1907, à cause, surtout, des sous-chapitres sur La Mort de Balzac. Ses œuvres sont alors traduites en de nombreuses langues, et sa réputation et son audience ne font que croître dans toute l’Europe, tout particulièrement en Russie, où, bien avant la France, paraissent deux éditions de ses œuvres complètes entre 1908 et 1912.
Personnalité de premier plan, craint autant qu'admiré, à la fois marginal – par ses orientations esthétiques et par ses prises de position politiques radicales –, et au cœur du système culturel dominant qu’il contribue à dynamiter de l’intérieur, il est reconnu par ses pairs comme un maître : ainsi Léon Tolstoï voit-il en lui « le plus grand écrivain français contemporain, et celui qui représente le mieux le génie séculaire de la France » ; Stéphane Mallarmé écrit-il qu’il « sauvegarde certainement l’honneur de la presse en faisant que toujours y ait été parlé, ne fût-ce qu’une fois, par lui, avec quel feu, de chaque œuvre d’exception » ; Georges Rodenbach voit-il en lui « Le Don Juan de l’Idéal » et Remy de Gourmont « le chef des Justes par qui sera sauvée la presse maudite », cependant qu’Émile Zola salue, chez l’auteur du Journal d’une femme de chambre, « Le justicier qui a donné son cœur aux misérables et aux souffrants de ce monde ».

#### Demeures

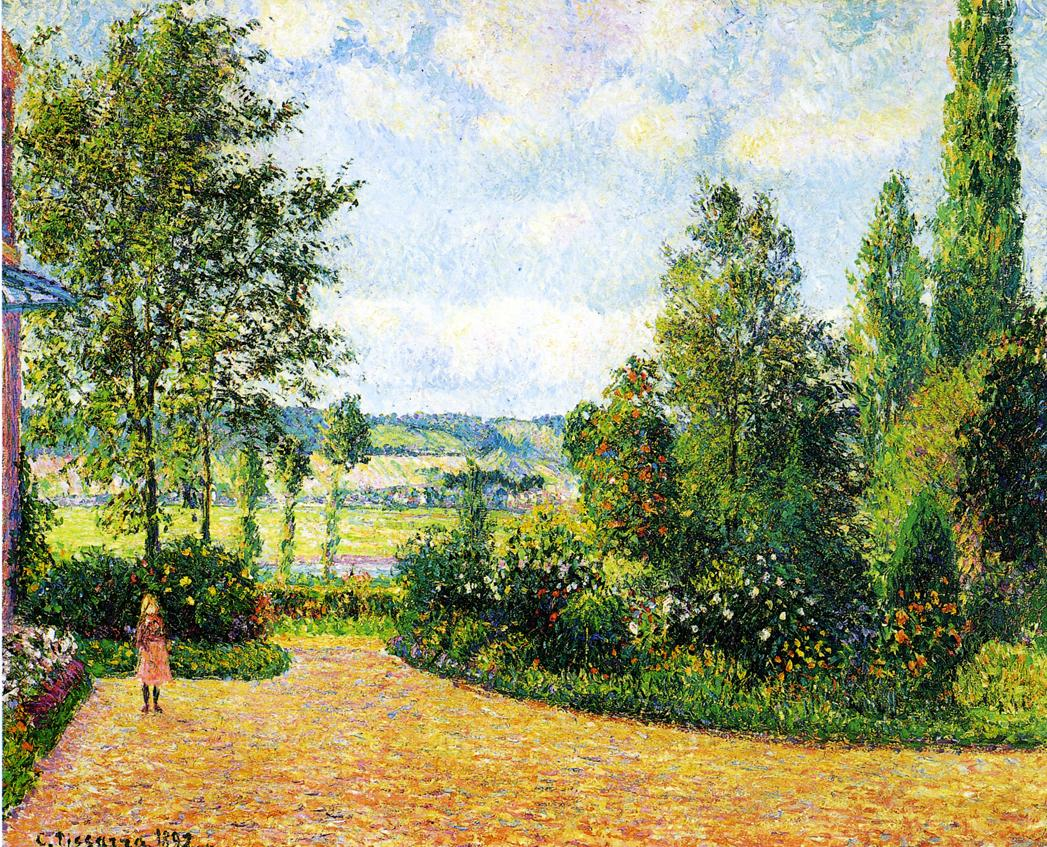
Camille Pissarro, Jardin de Mirbeau aux Damps (1891).

Après son mariage avec Alice Regnault, Mirbeau préfère quitter Paris et s'installe en Bretagne, à Kérisper, près d'Auray. Il a aussi passé plusieurs hivers sur la Côte d'Azur : ainsi, son roman Sébastien Roch fut commencé à Menton en novembre 1888.
Puis, du 3 août 1889 à février 1893, il a habité Les Damps, près de Pont-de-l'Arche, dans l’Eure, où Camille Pissarro a laissé quatre toiles de son jardin. Mais, se sentant trop éloigné de Paris, il déménage à Carrières-sous-Poissy (Yvelines), où il fait de son jardin une source d’émerveillement pour ses visiteurs. Devenu riche, il s’installe au 3, boulevard Delessert à Paris, près du Trocadéro, puis se partage un temps entre son luxueux appartement de l’avenue du Bois (actuelle avenue Foch), où il emménage en novembre 1901, et le « château » de Cormeilles-en-Vexin, acheté en 1904 par sa femme Alice.
En 1909, il se fait construire la villa de « Cheverchemont » à Triel-sur-Seine, où il écrit ses derniers livres, avant de revenir à Paris pour se rapprocher de son médecin, le professeur Albert Robin.
Dans toutes ses demeures, Mirbeau a cultivé passionnément son jardin, rivalisant avec Claude Monet, a reçu abondamment ses nombreux amis – notamment Paul Hervieu, son ancien complice des Grimaces, les peintres Claude Monet et Camille Pissarro, le sculpteur Auguste Rodin, et le journaliste Jules Huret – et il a collectionné amoureusement les œuvres d’art des artistes novateurs qu’il a contribué à promouvoir.

### Crépuscule

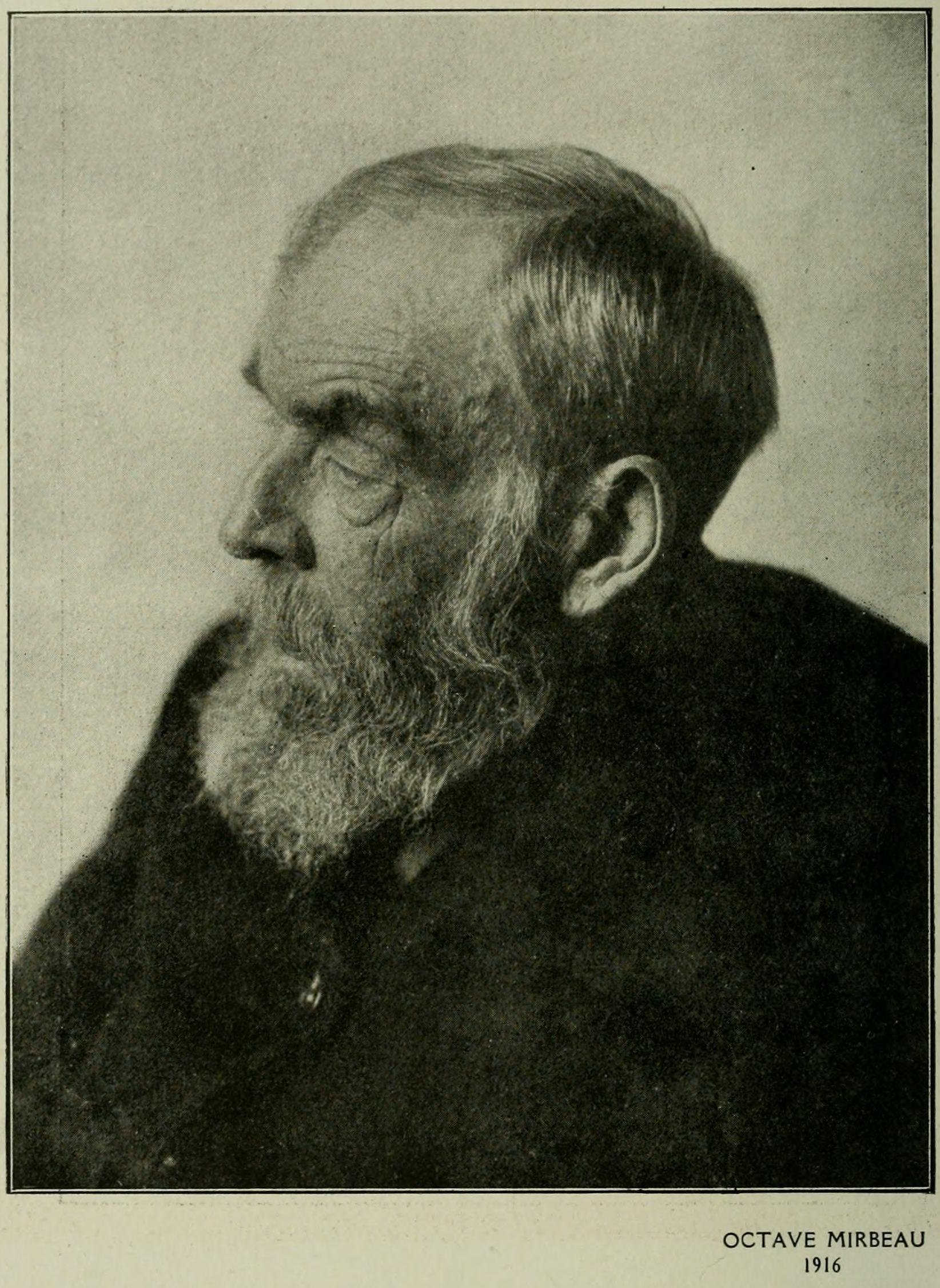
Octave Mirbeau en 1916.

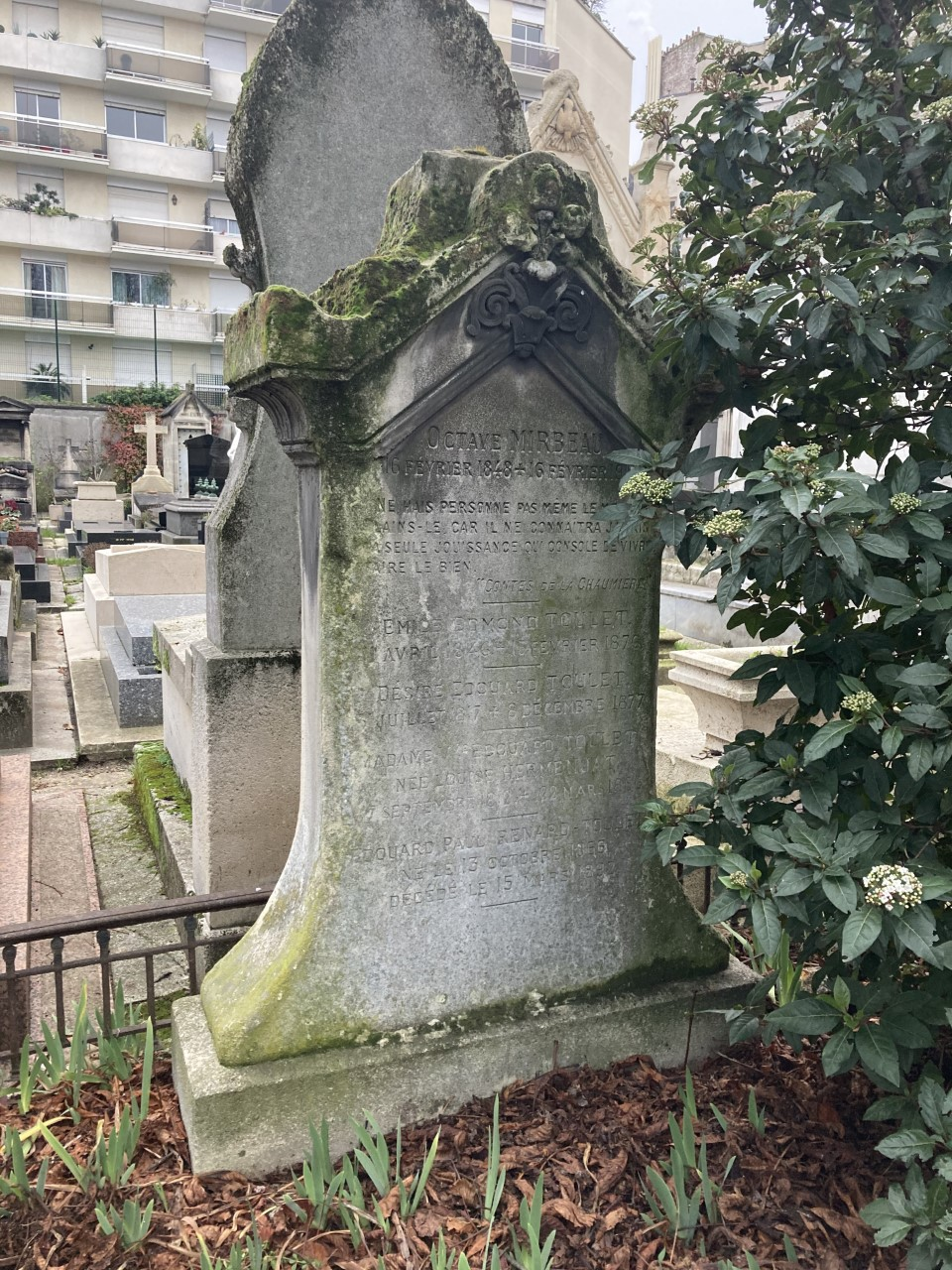
Sépulture au cimetière de Passy.

Les dernières années de la vie d’Octave Mirbeau sont désolantes : presque constamment malade, à partir de 1908, il est désormais incapable d’écrire : c’est son jeune ami et successeur Léon Werth qui doit achever Dingo, qui paraît en juin 1913.
La terrifiante boucherie de la Première Guerre mondiale achève de désespérer un homme qui, malgré un pessimisme confinant souvent au nihilisme, n’a pourtant jamais cessé de parier sur la raison de l’homme ni de miser sur l’amitié franco-allemande pour garantir la paix en Europe (voir notamment La 628-E8, 1907).
Il meurt le jour de son 69e anniversaire au no 1 de la rue Beaujon, dans le 8e arrondissement de Paris. Il repose au cimetière de Passy (2e division), à vingt mètres de Debussy (14e division).
Un jardin Octave-Mirbeau est inauguré dans le 16e arrondissement de Paris en 2016. De nombreuses rues l'honorent en France.

## Œuvre

### Ses engagements

#### Combats politiques
Sur le plan politique, Mirbeau s’est rallié officiellement à l'anarchisme en 1890. Mais, bien avant cette date, il était déjà révolté et réfractaire à toutes les idéologies aliénantes, radicalement libertaire, farouchement individualiste, irréductiblement pacifiste, résolument athée depuis son adolescence, anticlérical, antireligieux et antimilitariste.
Il s’est battu avec constance contre toutes les forces d’oppression, d’exploitation et d’aliénation : la famille et l’école « éducastratrices », l'Église catholique et les croyances religieuses (tout juste bonnes, selon lui, pour les pensionnaires de l’asile de Charenton), l’armée, les « âmes de guerre » et le bellicisme, la presse vénale et anesthésiante, le capitalisme industriel et financier, qui permet aux gangsters et prédateurs des affaires de se partager les richesses du monde, les conquêtes coloniales, qui transforment des continents entiers en jardins des supplices, et le système politique bourgeois, qui se prétend abusivement républicain, alors qu’il ne fait qu’assurer la mainmise d'une minorité sur tout le pays, avec la bénédiction des électeurs moutonniers, « plus bêtes que les bêtes » : aussi appelle-t-il ses lecteurs à faire la grève des électeurs : « Surtout, souviens-toi que l’homme qui sollicite tes suffrages est, de ce fait, un malhonnête homme, parce qu’en échange de la situation et de la fortune où tu le pousses, il te promet un tas de choses merveilleuses qu’il ne te donnera pas et qu’il n’est d’ailleurs pas en son pouvoir de te donner. […] Les moutons vont à l’abattoir. Ils ne disent rien, et ils n’espèrent rien. Mais du moins ils ne votent pas pour le boucher qui les tuera et pour le bourgeois qui les mangera. Plus bête que les bêtes, plus moutonnier que les moutons, l’électeur nomme son boucher et choisit son bourgeois. Il a fait des Révolutions pour conquérir ce droit ».
Pamphlétaire efficace et d’autant plus redouté, Mirbeau met en œuvre une ironie démystificatrice, un humour noir dérangeant, voire pervers, et une rhétorique de l'absurde, dans l'espoir d’obliger certains de ses lecteurs à réagir et à se poser des questions, même s’il ne se fait guère d’illusions sur la majorité de son lectorat. Il recourt volontiers à l’interview imaginaire des puissants de ce monde, afin de mieux dévoiler leur médiocrité et leurs turpitudes. Une anthologie de ses articles a paru sous le titre de Combats politiques.

#### Combats éthiques

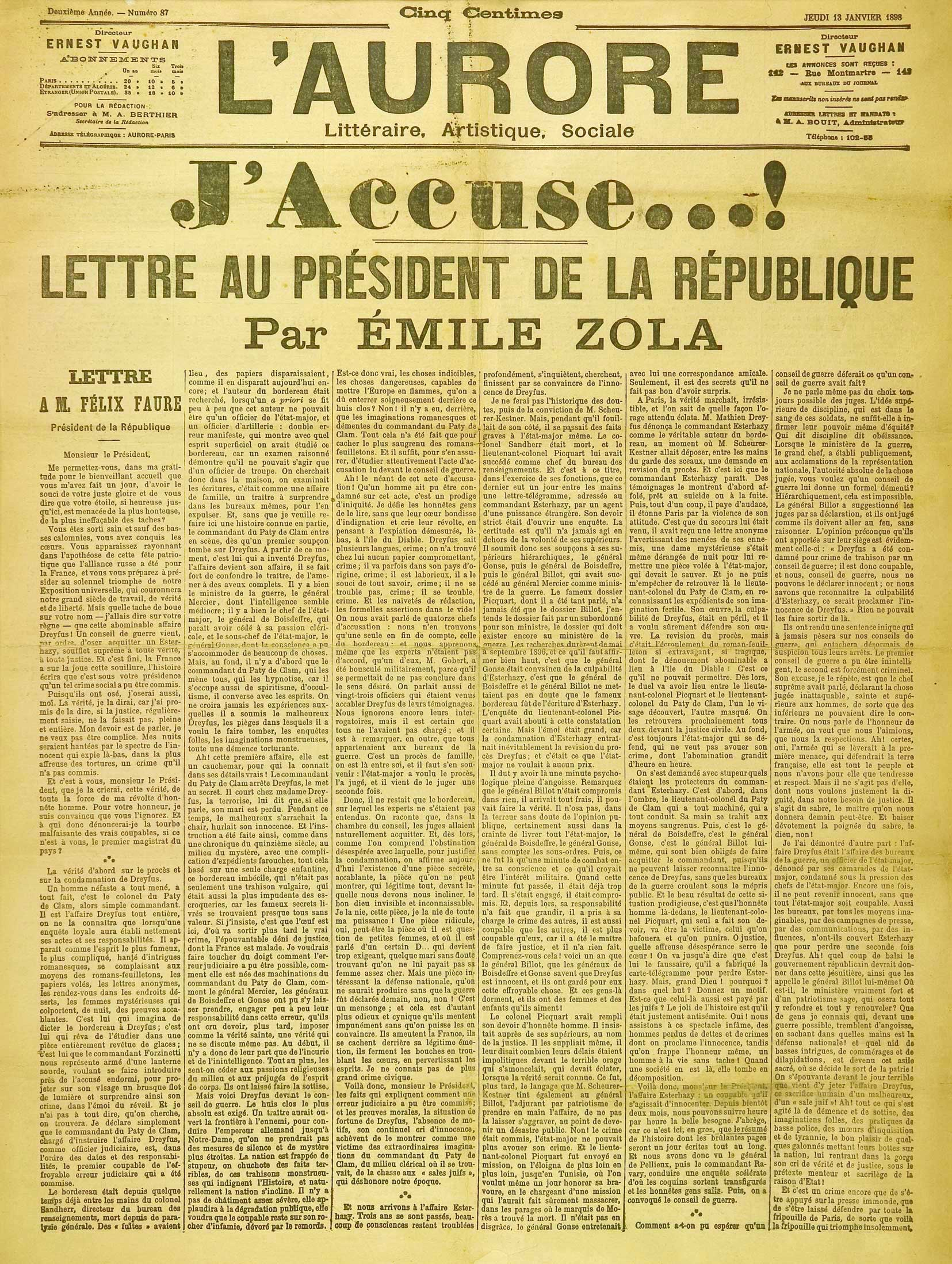
J’Accuse, article d'Émile Zola paru dans L'Aurore le 13 janvier 1898.

Ardent dreyfusard, il s’engage avec passion dans ce combat pour « la Vérité et la Justice » (1898-1899). Il rédige le texte de la pétition des intellectuels, qui paraît le 16 janvier 1898 ; il collabore à L'Aurore d’août 1898 à juin 1899 ; il participe à de multiples réunions publiques à Paris et en province, au risque, parfois, de se faire molester par les nationalistes et antisémites, comme à Toulouse, en décembre 1898, et à Rouen, en février 1899 ; et, le 8 août 1898, il paye de sa poche la grosse amende d’un montant de 7 555,25 francs (avec les frais du procès), à laquelle a été condamné Émile Zola pour son J'Accuse, paru le 13 janvier dans L'Aurore.
En août 1898 également, dans L'Aurore, il tente de mobiliser les deux groupes sociaux dont l’union est la condition du succès : d’une part, les intellectuels, qui « ont un grand devoir... celui de défendre le patrimoine d’idées, de science, de découvertes glorieuses, de beauté, dont ils ont enrichi le pays, dont ils ont la garde et dont ils savent pourtant bien ce qu’il en reste quand les hordes barbares ont passé quelque part !... » ; d’autre part, les prolétaires, qui se sentent peu concernés par le sort d’un officier appartenant à la classe dominante : « L'injustice qui frappe un être vivant — fût-il ton ennemi — te frappe du même coup. Par elle, l'Humanité est lésée en vous deux. Tu dois en poursuivre la réparation, sans relâche, l’imposer par ta volonté, et, si on te la refuse, l’arracher par la force, au besoin ».
Dans Les Cahiers d'aujourd'hui, Séverine consacre un article à "Mirbeau à Rennes" où se déroule le procès en réhabilitation de Dreyfus. Elle décrit un homme hérissé par les acteurs du complot contre le capitaine : « Son amertume n'est qu'une déception de tendresse envers l'humanité. Il l'a trop aimée, voilà ! Maintenant il la juge... Et il en demeure inconsolable, tout en continuant à chercher, ce misanthrope, des occasions de se dévouer, et de s'indigner. ».
Conscient de sa responsabilité de journaliste écouté et d’écrivain prestigieux, il entend mener avant tout un combat éthique. Selon lui, son devoir est avant tout d’être lucide et de nous forcer à voir, en nous inquiétant, ce que, aveugles volontaires, nous préférons généralement éviter de regarder en face, afin de préserver notre confort moral. Telle est donc la mission humaniste de la littérature : « Aujourd’hui l’action doit se réfugier dans le livre. C’est dans le livre seul que, dégagée des contingences malsaines et multiples qui l’annihilent et l’étouffent, elle peut trouver le terrain propre à la germination des idées qu’elle sème. […] Les idées demeurent et pullulent : semées, elles germent ; germées, elles fleurissent. Et l’humanité vient les cueillir, ces fleurs, pour en faire les gerbes de joie de son futur affranchissement ».

#### Combats esthétiques

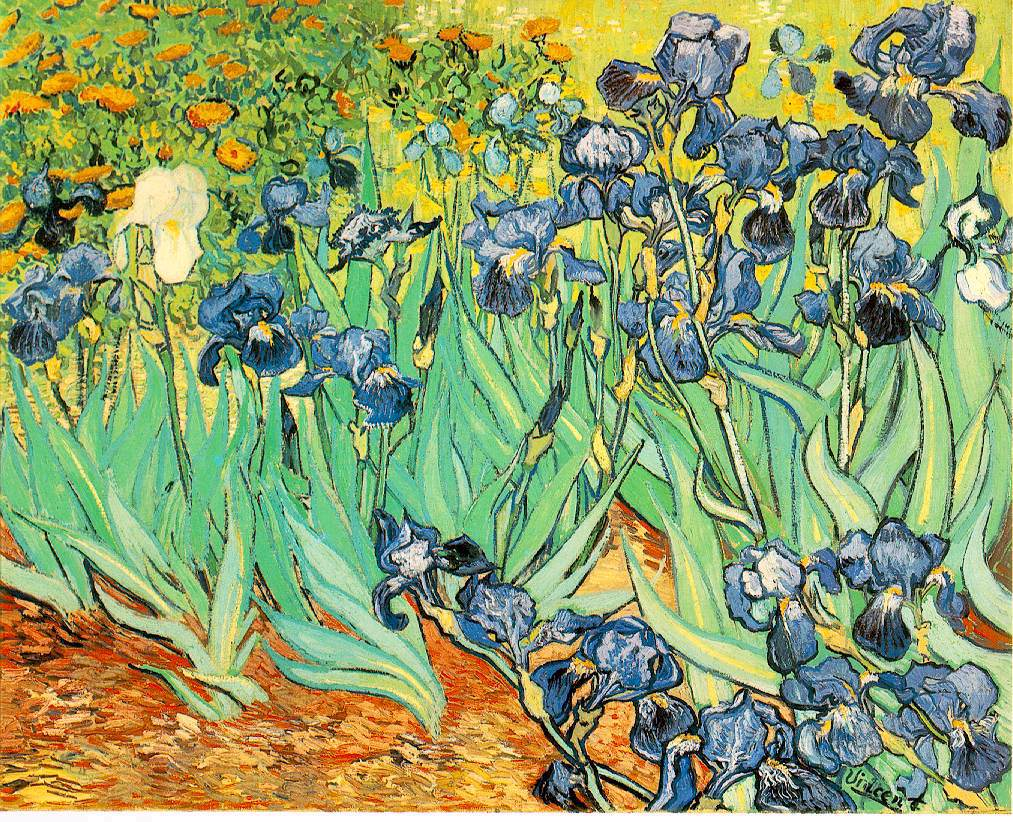
Van Gogh, Les Iris, toile achetée par Mirbeau en 1891.

Parallèlement, en tant que critique d’art influent, il pourfend l’art académique des Édouard Detaille, Jean-Louis-Ernest Meissonier, Alexandre Cabanel et William Bouguereau, il tourne en ridicule le système des Salons, ces « bazars à treize sous », ces « grandes foires aux médiocrités grouillantes et décorées », et il bataille pour les grands artistes novateurs, longtemps moqués et méconnus, parce que les sociétés, selon lui, ne sauraient tolérer le génie : « Tout l'effort des collectivités tend à faire disparaître de l’humanité l'homme de génie, parce qu’elles ne permettent pas qu’un homme puisse dépasser de la tête un autre homme, et qu’elles ont décidé que toute supériorité, dans n’importe quel ordre, est, sinon un crime, du moins une monstruosité, quelque chose d’absolument anti-social, un ferment d’anarchie. Honte et mort à celui dont la taille est trop haute ! ».
Mirbeau se fait donc le chantre attitré d’Auguste Rodin, de Claude Monet et de Camille Pissarro ; il est l’admirateur de Paul Cézanne, d’Edgar Degas et d’Auguste Renoir, le défenseur d’Eugène Carrière, de Paul Gauguin — qui, grâce à ses articles élogieux, en février 1891, peut payer son voyage à Tahiti —, de Félix Vallotton, d’Édouard Vuillard et de Pierre Bonnard, le découvreur de Maxime Maufra, de Constantin Meunier, de Vincent van Gogh, de Camille Claudel, dont il proclame à trois reprises le « génie », d’Aristide Maillol et de Maurice Utrillo.
Ses articles sur l'art ont été recueillis dans les deux gros volumes de ses Combats esthétiques, parus à la Librairie Séguier en 1993.

#### Ardent défenseur et collectionneur de l'art de son temps
« […] comme il sut choisir toujours les pièces les plus franches, les plus aiguës, les plus révélatrices, nul ensemble réuni par aucun amateur n'a encore offert une image aussi caractéristique de l'effort contemporain. » (préface anonyme du catalogue de la vente de sa collection).
Afin de pouvoir transformer la villa de Triel-sur-Seine en un lieu de villégiature pour les littérateurs et artistes « maltraités par le sort », sa veuve dut vendre cette importante collection de Tableaux, aquarelles, pastels et dessins, par Paul Cézanne (13 œuvres, dont deux autoportraits), Bonnard, Cross, Daumier, Paul Gauguin, Vincent van Gogh (2 œuvres, dont Le Père Tanguy, 1887), Claude Monet, Berthe Morisot, Camille Pissarro, Renoir, Rodin (23 dessins), K.-X. Roussel, Seurat, Signac, Utrillo, Félix Vallotton (M. Thadée Natanson, 1897), Valtat, Vuillard, et des sculptures par Camille Claudel (un plâtre), Aristide Maillol (10 plâtres, terres cuites, bois et bronzes) et Rodin (11 plâtres, marbres et bronzes, dont le buste de Victor Hugo et celui de l'écrivain, qui peut être celui reproduit plus bas), fut mise aux enchères publiques, le 24 février 1919, à la galerie Durand-Ruel, 16, rue Laffitte, à Paris.
Si aucune de ses toiles de l'écrivain, peintre-amateur au talent reconnu par Monet, n'y figura, la note-préface du catalogue est illustrée de ses Hortensias et de La mer à Menton-Garavan, réalisés lors d'un de ses séjours à Menton.

#### Combats littéraires

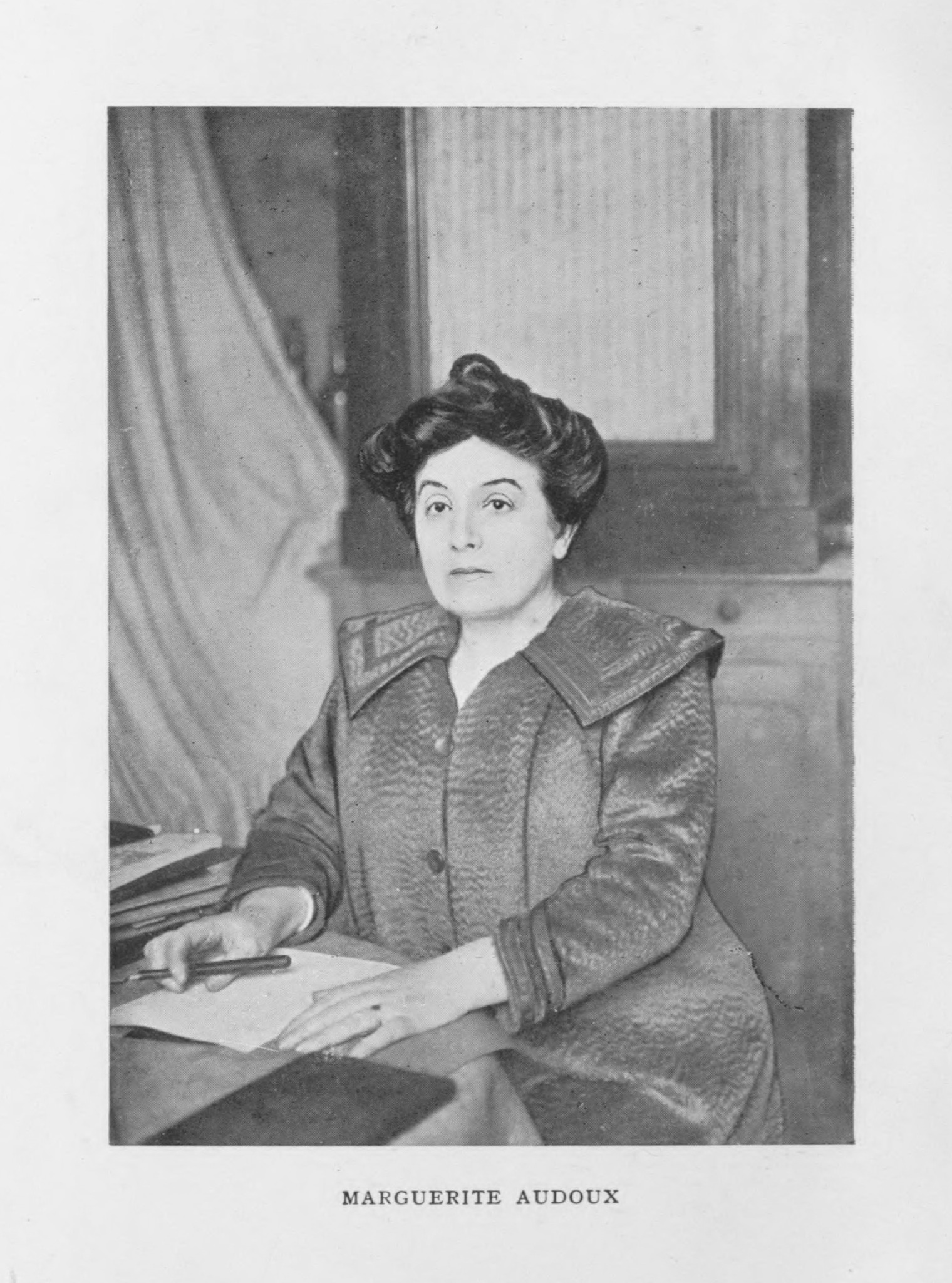
Marguerite Audoux.

Il mène aussi un combat pour des écrivains également novateurs : il lance notamment Maurice Maeterlinck en août 1890, par un article retentissant du Figaro, et Marguerite Audoux en 1910 ; il défend et promeut Remy de Gourmont, Marcel Schwob, Léon Bloy et Jules Renard, qu’il fait élire à l’Académie Goncourt en 1907, en menaçant de démissionner ; il vient en aide à Alfred Jarry et à Paul Léautaud ; il admire inconditionnellement Léon Tolstoï et Dostoïevski, qui lui ont révélé les limites de l’art latin, fait de clarté et de mesure ; il prend à deux reprises la défense d’Oscar Wilde condamné aux travaux forcés ; et il contribue à la réception en France de Knut Hamsun et d’Ibsen.
Nommé membre de l’Académie Goncourt par la volonté testamentaire d’Edmond de Goncourt, qu’il a plusieurs fois défendu dans la presse, Mirbeau fait entendre sa voix et se bat avec ferveur, à partir de 1903, pour de jeunes écrivains originaux qu’il contribue à promouvoir, même s’ils n’obtiennent pas le prix Goncourt : Paul Léautaud, Charles-Louis Philippe, Émile Guillaumin, Valery Larbaud, Marguerite Audoux, Neel Doff, Charles Vildrac et Léon Werth.
Ses chroniques sur la littérature et le journalisme ont été recueillies en 2006 dans ses Combats littéraires, L’Âge d’Homme, Lausanne.

### Mirbeau romancier
« Beaucoup de pose. C'est le monsieur qui a trouvé un ton et qui s'y maintient.
On sent qu'il parlerait de la même façon d'un saladier de fraises et de l'assassinat de toute une famille (…) mais une fameuse plume. Et puis, du sang, du nerf, de la générosité. »
— Georges Clemenceau à Jean Martet (M. Clemenceau peint par lui-même, 1929).

#### Du prête-plume au roman autobiographique

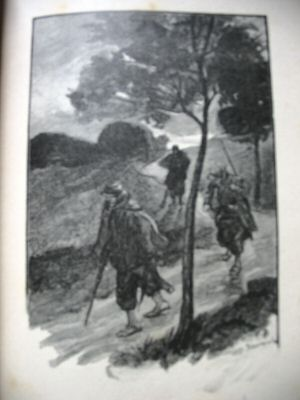
Georges Jeanniot, illustration du chapitre II du Calvaire, 1901.

Mirbeau s’est d’abord avancé masqué et a publié, sous au moins deux pseudonymes, pour plusieurs commanditaires, une dizaine de romans écrits comme nègre (notamment L'Écuyère, La Maréchale, La Belle Madame Le Vassart, Dans la vieille rue et La Duchesse Ghislaine). Il y fait brillamment ses gammes, varie les modèles dont il s’inspire et inscrit ses récits dans le cadre de romans-tragédies, où le fatum prend la forme du déterminisme psychologique et socioculturel. Et, déjà, il trace un tableau au vitriol de ce « loup dévorant » qu’est « le monde », et de la « bonne société » qu’il abomine et dont il connaît les dessous peu ragoûtants pour l’avoir fréquentée pendant une douzaine d’années.
Il fait, dans le genre romanesque, des débuts officiels fracassants, sous son propre nom, avec un roman qui, publié chez Ollendorff, obtient un succès de scandale, Le Calvaire (1886). Il s'y libère par l’écriture des traumatismes de sa destructrice passion pour Judith Vinmer, rebaptisée Juliette Roux, et maîtresse du narrateur et antihéros Jean Mintié. De surcroît, dans le chapitre II, non publié par Juliette Adam, il dresse un tableau impitoyable de l’armée française pendant la guerre de 1870, qu’il a vécue, comme « moblot » (mobile), dans l’armée de la Loire.
En 1888, il publie, chez Ollendorff, L'Abbé Jules, premier roman dostoïevskien et pré-freudien de notre littérature, vivement admiré par Léon Tolstoï, Georges Rodenbach, Guy de Maupassant et Théodore de Banville, où, dans le cadre percheron de son enfance, apparaissent deux personnages fascinants : l'abbé Jules et le père Pamphile. Dans un troisième roman autobiographique, Sébastien Roch (1890), il évacue un autre traumatisme : celui de son séjour chez les jésuites de Vannes – « un enfer », écrivait-il en 1862 à son confident Alfred Bansard – et des violences sexuelles qu’il pourrait bien y avoir subies, à l’instar du personnage éponyme. Il transgresse ainsi un tabou qui a duré encore plus d’un siècle : le viol d’adolescents par des prêtres.

#### Crise du roman

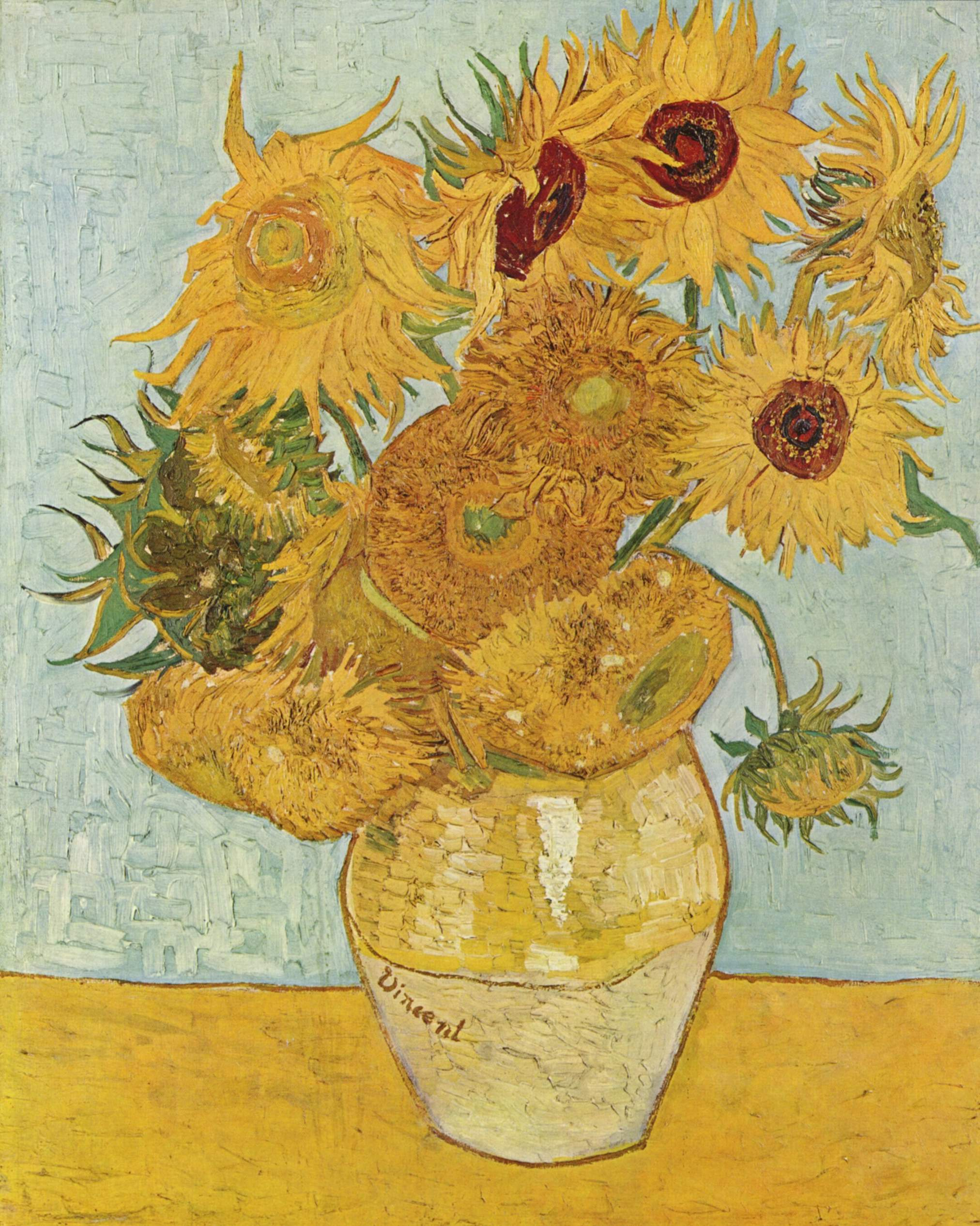
Vincent Van Gogh, Les Tournesols.

Il traverse alors une grave crise existentielle et littéraire, au cours de laquelle il remet radicalement en cause le genre romanesque. Il publie néanmoins en feuilleton un extraordinaire roman, très noir, expressionniste et pré-existentialiste avant la lettre, sur la souffrance de l'humaine condition et la tragédie de l’artiste, Dans le ciel. Il y met en scène un peintre, Lucien directement inspiré de Van Gogh, dont, à l’insu de sa pingre épouse, il vient d’acheter au père Tanguy, pour 600 francs, deux toiles (qui, revendues en 1987, seront alors les plus chères au monde : Les Iris et Les Tournesols…)
Au lendemain de l’affaire Dreyfus, son pessimisme est encore renforcé, et il publie deux romans fin-de-siècle qui en témoignent. Jugés « scandaleux » par les tartuffes et les « bien-pensants » de tout poil[Qui ?][citation nécessaire], ils n’en connaissent pas moins un énorme succès à travers le monde (ils sont traduits dans plus d'une trentaine de langues et sont constamment réédités dans tous les pays) : d'abord, Le Jardin des supplices (1899), où la distanciation géographique et l’exotisme facilitent sa dénonciation, par le truchement de la fictive Clara, d’une prétendue civilisation reposant sur la culture du meurtre ; ensuite, le Journal d'une femme de chambre (1900), où, à travers le regard d’une soubrette lucide, Célestine, il s’emploie à démasquer les « honnêtes gens », pires à ses yeux que les « canailles ». Il y met déjà à mal le genre romanesque, en pratiquant la technique du collage, et en transgressant les codes de la vraisemblance, de la crédibilité romanesque et des hypocrites bienséances. Les 21 jours d'un neurasthénique (1901) systématise le recours au collage et nous donne une vision grinçante des hommes et de la société, à travers le regard d’un neurasthénique qui projette son mal-être sur un univers et une société bourgeoise prise de folie, où rien ne rime à rien et où tout marche à rebours de la justice et du bon sens, comme l'illustre notamment la mésaventure de Jean Guenille.

#### Mise à mort du roman

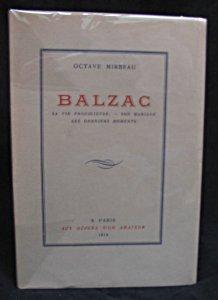
Balzac, 1918, première édition des chapitres sur la mort de Balzac supprimés in extremis de La 628-E8 en novembre 1907.

Octave Mirbeau achève de mettre à mort le vieux roman prétendument réaliste dans ses deux dernières œuvres narratives : La 628-E8 (1907), amputée in extremis de La Mort de Balzac, qui se présente comme un récit de voyage en automobile à travers la Belgique, les Pays-Bas et l’Allemagne ; et Dingo (1913), achevé par Léon Werth (Mirbeau, malade, n’était plus capable d’écrire). Les héros de ces deux récits ne sont autres que sa propre automobile (la fameuse Charron immatriculée 628-E8) et son propre chien tendrement aimé, Dingo, effectivement mort à Veneux-Nadon en octobre 1901. Mirbeau renonce aux subterfuges des personnages romanesques et se met lui-même en scène en tant qu’écrivain, inaugurant ainsi une forme d’autofiction avant la lettre. Il renonce à toute trame romanesque et à toute composition, et obéit seulement à sa fantaisie.
Enfin, sans le moindre souci de réalisme, il multiplie les caricatures, les effets de grossissement et les « hénaurmités » pour mieux nous ouvrir les yeux. C’est ainsi qu’on peut comprendre le chapitre de La 628-E8 sur La Mort de Balzac, qui a fait scandale, et où certains critiques, notamment Marcel Bouteron, ont voulu voir une vulgaire calomnie à l’encontre de Mme Hanska, alors qu’il ne s’agit, pour le romancier, que d’exprimer sa propre gynécophobie et d’exorciser ses propres frustrations.
Par-dessus le roman codifié du XIXe siècle à prétentions réalistes, Mirbeau renoue avec la totale liberté des romanciers du passé, de Rabelais à Sterne, de Cervantès à Diderot, et il annonce ceux du vingtième siècle.

### Mirbeau dramaturge

#### Une tragédie prolétarienne
Au théâtre, Mirbeau a fait ses débuts avec une tragédie prolétarienne, Les Mauvais Bergers, sur un sujet proche de celui du Germinal d’Émile Zola : l’éclosion d’une grève ouvrière et son écrasement dans le sang. Elle a été créée au théâtre de la Renaissance, le 15 décembre 1897, par deux monstres sacrés de la scène, Sarah Bernhardt, qui incarne la jeune pasionaria Madeleine, et Lucien Guitry, qui interprète l'anarchiste Jean Roule. Mirbeau y proclame notamment le droit à la beauté pour tous. Mais le pessimisme domine, confinant même au nihilisme : au dénouement, ne subsiste aucun espoir de germinations futures. Mirbeau jugera sa pièce beaucoup trop déclamatoire et songera même à l’effacer de la liste de ses œuvres. Mais des groupes anarchistes la traduiront et la représenteront à travers l’Europe.

#### Deux grandes comédies
En 1903, il connaît un triomphe mondial, notamment en Allemagne et en Russie, avec une grande comédie classique de mœurs et de caractères dans la tradition de Molière, qu’il a fait représenter à la Comédie-Française au terme d’une longue bataille, marquée par la suppression du comité de lecture, en octobre 1901 : Les affaires sont les affaires, créée le 20 avril 1903. C’est là qu’apparaît le personnage d’Isidore Lechat, archétype du brasseur d’affaires moderne, produit d’un monde nouveau : il fait argent de tout, intervient sur tous les terrains, caresse de vastes projets et étend sans scrupules ses tentacules sur le monde. Mais la révolte de sa fille Germaine et la mort accidentelle de son fils révèlent ses failles et les limites de sa puissance.
En 1908, au terme d’une nouvelle bataille judiciaire et médiatique, qu’il remporte de haute lutte contre Jules Claretie, l'administrateur de la Maison de Molière, il fait de nouveau représenter à la Comédie-Française une pièce à scandale, cosignée par son ami Thadée Natanson, Le Foyer. À travers le cas du Foyer géré par le baron J. G. Courtin, il y pourfend une nouvelle fois la prétendue charité, qui n’est qu’un juteux business, et transgresse un nouveau tabou : l’exploitation économique et sexuelle d’adolescentes dans un foyer prétendument « charitable », avec la complicité du gouvernement républicain, qui préfère étouffer le scandale.

#### Farces et moralités
Mirbeau a aussi fait jouer six petites pièces en un acte, recueillies sous le titre de Farces et moralités (1904) : tout en se situant dans la continuité des moralités médiévales à intentions pédagogiques et moralisatrices, il anticipe le théâtre de Bertolt Brecht, de Marcel Aymé, de Harold Pinter et d’Eugène Ionesco Il y subvertit les normes sociales, il démystifie la loi et il porte la contestation au niveau du langage, qui contribue notamment à assurer la domination de la bourgeoisie (il tourne notamment en dérision le discours des politiciens et le langage de l’amour).

## Contradictions
Octave Mirbeau était un homme, un écrivain et un intellectuel engagé pétri de contradictions, qui lui ont valu bien des critiques, mais qui sont constitutives de son humanité en même temps que le produit de la diversité de ses exigences.

### Sensibilité et détachement
Doté d’une extrême sensibilité, qui lui vaut d’éprouver d’intenses satisfactions d’ordre esthétique, par exemple, il est du même coup exposé de plein fouet aux souffrances et déceptions en tous genres que réserve la vie. Aussi passe-t-il par des périodes contemplatives, devant des parterres de fleurs ou des œuvres d’art où il trouve un refuge loin du monde des hommes et aspire-t-il à une philosophie du détachement, qui rappelle l'ataraxie des sages stoïciens et où certains commentateurs ont voulu voir une forme d'élan mystique, ce qui l’amène aussi à s’intéresser au Nirvana des bouddhistes (ce n’est pas un hasard s’il signe du pseudonyme de Nirvana les sept premières Lettres de l'Inde de 1885). Mais, à l’instar de l’abbé Jules, du roman homonyme, il est fort en peine de juguler les élans de son cœur.

### Désespoir et engagement
Mirbeau a toujours fait preuve d’une lucidité impitoyable, et radicalement matérialiste, et il n’a cessé de dénoncer tous les opiums du peuple et toutes les illusions qui interdisent aux hommes de « regarder Méduse en face » et de se voir tels qu’ils sont, dans toute leur horreur.
Et pourtant ce désespéré n’a jamais cessé d’espérer et de lutter pour se rapprocher de l’idéal entrevu, comme si les hommes étaient amendables, comme si l’organisation sociale pouvait être réellement améliorée. Le pessimisme radical de sa raison est toujours contrebalancé par l’optimisme de sa volonté.

### Idéalisme et réalisme
Farouchement libertaire, et foncièrement hostile à toutes les formes de pouvoir, Mirbeau a toujours refusé la forme  et ne s’est rallié à aucun groupe anarchiste. Mais l’affaire Dreyfus lui a fait comprendre la nécessité de faire des compromis et de passer des alliances, fût-ce avec des politiciens bourgeois naguère vilipendés et des socialistes honnis, pour avoir quelques chances de remporter des victoires, fussent-elles provisoires. D’autre part, son anarchisme est problématique, puisque l’absence d’État et la totale liberté laissée aux individus ne pourraient qu’assurer le triomphe des prédateurs sans scrupules, tels qu’Isidore Lechat, dans Les affaires sont les affaires. Aussi a-t-il fini par faire un bout de route avec Jaurès et par accepter de collaborer à L’Humanité à ses débuts, dans l'espoir de « réduire l'État à son minimum de malfaisance ».

### Un écrivain réfractaire à la littérature
Enfin, Mirbeau est un écrivain paradoxal, qui a écrit énormément, tout en se prétendant frappé d’impuissance, et qui a contesté le principe même de la littérature, faite de mots et véhicule de mensonges, en même temps que tous les genres littéraires. Journaliste, il n’a cessé de vilipender la presse vénale, accusée de désinformation, de crétinisation des masses, voire de chantage. Critique d’art, il s’est toujours moqué des professionnels de la critique, ratés misonéistes, aussi inutiles que des ramasseurs de crottin de chevaux de bois, et il a martelé qu’une œuvre d’art ne s’explique pas, mais doit s’admirer en silence. Romancier, il a dénoncé la vulgarité et les conventions d’un genre qui avait fait son temps. Dramaturge, il a proclamé la mort du théâtre. Et pourtant, professionnel de la plume et intellectuel engagé, il n’a cessé d’écrire pour clamer sa colère ou ses enthousiasmes.

## Postérité

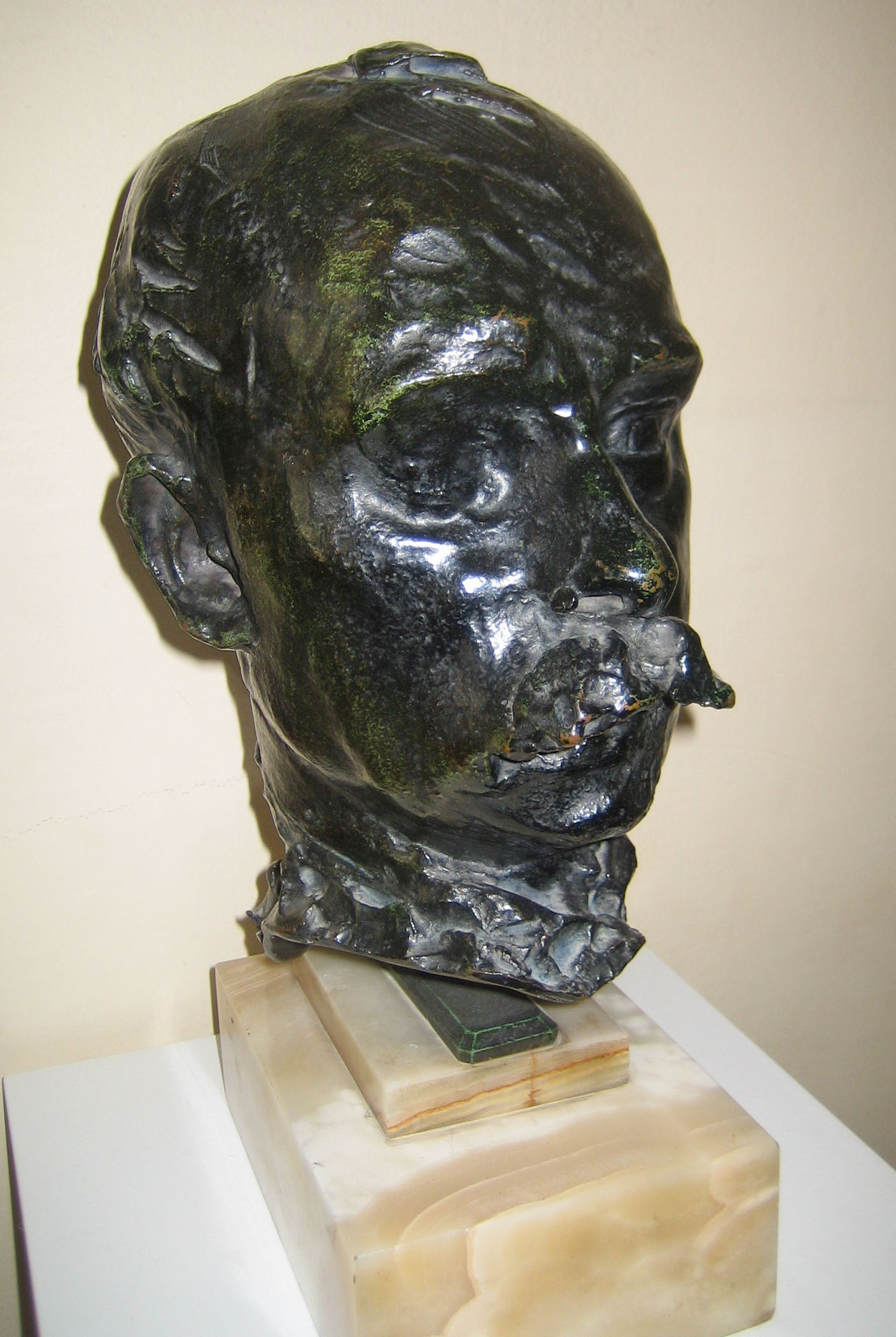
Buste de Mirbeau par Rodin.

Mirbeau n’a jamais été oublié et n’a jamais cessé d’être publié, mais on l’a souvent mal lu, à travers de trompeuses grilles de lecture (par exemple, nombre de critiques et d’historiens de la littérature l’ont embrigadé bien malgré lui parmi les naturalistes), ou bien on a voulu voir dans plusieurs de ses romans des œuvres érotiques, comme en témoignent nombre de couvertures de ses innombrables traductions. On a aussi eu fâcheusement tendance à réduire son immense production aux trois titres les plus emblématiques de son œuvre littéraire.
Politiquement incorrect, socialement irrécupérable et littérairement inclassable, il a traversé, après sa mort, une longue période d’incompréhension de la part des auteurs de manuels et d’histoires littéraires ; et le faux « Testament politique », rédigé par Gustave Hervé et publié plusieurs jours après sa mort par sa veuve abusive, Alice Regnault, a contribué à brouiller durablement son image.
Depuis vingt ans, grâce au développement des études mirbelliennes (parution de sa biographie, nombreuses découvertes de textes insoupçonnés, publication de très nombreux inédits, fondation de la Société Octave Mirbeau, création des Cahiers Octave Mirbeau, organisation de nombreux colloques internationaux et interdisciplinaires (sept entre 1991 et 2007), constitution d’un Fonds Octave Mirbeau à la Bibliothèque Universitaire d’Angers, ouverture de deux sites web consacrés à Mirbeau, mise en ligne de la plus grande partie de ses écrits), on le découvre sous un jour nouveau, on le lit sans idées préconçues ni étiquettes réductrices, on publie la totalité de son œuvre, dont des pans entiers étaient méconnus ou ignorés, voire totalement insoupçonnés (ses romans écrits comme prête-plume, par exemple), et on commence tardivement à prendre la mesure de son tempérament d’exception, de son originalité d’écrivain et du rôle éminent qu’il a joué sur la scène politique, littéraire et artistique de la Belle Époque, ainsi que dans l’évolution des genres littéraires.

## De la Société Octave Mirbeau aux Amis d'Octave Mirbeau
En novembre 1993 a été créée la Société Octave Mirbeau, présidée par Pierre Michel, qui a son siège à Angers. Elle publie tous les ans les Cahiers Octave Mirbeau. Elle a constitué un Fonds Mirbeau à la Bibliothèque Universitaire d'Angers, organisé trois colloques internationaux, créé un site Internet et un portail Internet multilingue, coédité plusieurs volumes de textes et œuvres de Mirbeau, notamment son Œuvre romanesque et sa Correspondance générale, et édité ou mis en ligne elle-même plusieurs études sur Mirbeau. Elle a également mis en ligne, à l'automne 2010, un Dictionnaire Octave Mirbeau, qui est paru en volume chez L'Âge d'Homme, en coédition avec la Société Octave Mirbeau, en février 2011. Un bilan des activités de la Société Octave Mirbeau a été tiré par son président, à l'occasion du vingtième anniversaire de sa création.
La Société Octave Mirbeau a commencé à préparer la commémoration internationale du centième anniversaire de la mort de Mirbeau, en 2017. Elle devrait donner lieu, en France et à l'étranger, à toutes sortes d'initiatives les plus diverses. À cette fin, elle a pris contact avec de nombreuses institutions et collectivités ; elle a constitué et mis en ligne un dossier présentant l'écrivain et la Société Mirbeau ; elle a obtenu le haut patronage de l'Académie Goncourt, celui de l'Académie des sciences et celui de l’Académie Royale de Langue et de Littérature Françaises de Belgique, ainsi que le soutien du Ministère de la Culture et de Commémorations nationales ; et elle a appelé de nombreuses personnalités, de l'université, de la littérature, du théâtre et des beaux-arts, originaires de trente pays différents, à apporter leur parrainage.
L’année Mirbeau a compris cinq ou six colloques universitaires, en France et à l’étranger, de nombreuses publications et traductions nouvelles, quantité de représentations théâtrales (créations ou reprises), plusieurs films, des lectures et des conférences, des expositions, etc.. Malheureusement, le Musée d’Orsay, où sont pourtant exposées les œuvres des grands créateurs chantés et imposés par Octave Mirbeau, et notamment celles du legs Caillebotte, acceptées par l’État grâce à un décisif article de Mirbeau dans Le Journal, ne participera pas à l'hommage international rendu au grand critique d’art.
En avril 2019, à la suite d’une grave crise interne, Pierre Michel quitte la Société Octave Mirbeau qu’il a fondée un quart de siècle plus tôt et fonde l’association internationale des Amis d’Octave Mirbeau, qui entend poursuivre la mission de l’ancienne Société Mirbeau. Elle publie une nouvelle revue annuelle, internationale et somptueusement illustrée, Octave Mirbeau – Études et actualités, dont les deux premiers numéros ont paru en mars 2020 et mars 2021.

## Prix Octave Mirbeau
Il existe deux « Prix Octave Mirbeau » :
- L'un est un prix scientifique, de biologie végétale, décerné tous les quatre ans par l'Académie des Sciences, légataire des archives de Mirbeau par sa veuve Alice Regnault ; son montant est de 1 500 €[45].
- L’autre est un prix littéraire créé en 2004 et décerné chaque année par la commune de Trévières, ville natale de l’écrivain ; il récompense un roman désigné parmi des ouvrages proposés par des auteurs participant au festival et traitant peu ou prou de la Normandie[46].

## Œuvres

### Romans

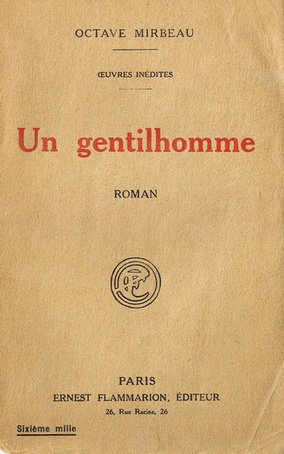
Un gentilhomme, Flammarion, 1920.

- Le Calvaire, Ollendorff (1886) ; réédition en 1901, avec illustrations de Jeanniot
- L'Abbé Jules, Ollendorff (1888)
- Sébastien Roch, Charpentier (1890)
- Dans le ciel (1892-1893, en feuilleton dans L'Écho de Paris, première édition en volume en 1989, à L'Échoppe)
- Le Jardin des supplices, Fasquelle (1899); en 1902, édition de luxe illustrée par Auguste Rodin ; en 1927 édition illustrée d'eaux-fortes de Raphaël Freda, ed. Javal et Bourdeaux, lire en ligne sur Gallica
- Le Journal d'une femme de chambre, Fasquelle (1900)
- Les 21 Jours d'un neurasthénique, Fasquelle (1901)
- La 628-E8, Fasquelle (1907) ; illustrations de Pierre Bonnard
- Dingo, Fasquelle (1913) ; réédition en 1924, avec illustrations de Pierre Bonnard
- Un gentilhomme, Flammarion (1920)
- Les Mémoires de mon ami, Flammarion (1920)
- Œuvre romanesque, Buchet/Chastel - Société Octave Mirbeau, 3 volumes, 4 000 pages, dont 800 pages d’appareil critique (2000-2001). Pierre Michel y a réalisé l’édition critique de l’ensemble des romans d’Octave Mirbeau. Cinq romans écrits comme nègre y sont reproduits en annexe : L’Écuyère, La Maréchale, La Belle Madame Le Vassart, Dans la vieille rue et La Duchesse Ghislaine.

### Théâtre
- Les Mauvais Bergers, Charpentier-Fasquelle (1898), pièce en cinq actes
- L'Épidémie, Fasquelle (1898), pièce en un acte
- Vieux ménages, Fasquelle (1901), comédie en un acte
- Le Portefeuille, Fasquelle (1903), comédie en un acte
- Les affaires sont les affaires, Fasquelle (1903), comédie en trois actes
- Farces et Moralités, Fasquelle (1904), recueil de six pièces en un acte
- Le Foyer, Fasquelle (1908), comédie en trois actes en collaboration avec Thadée Natanson
- Théâtre complet, Eurédit (2003), 4 volumes
- Les Dialogues tristes, Eurédit (2006)

### Récits, contes et nouvelles

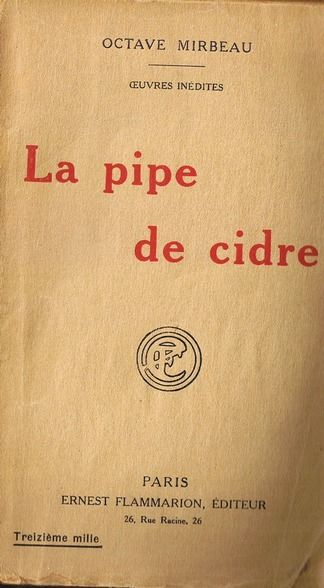
La Pipe de cidre, Flammarion, 1919

- Lettres de ma chaumière, Laurent (1885)
- Cocher de maître (1889 ; réédition en 1990, À l'écart ; mise en ligne en 2008)
- Contes de la chaumière, Charpentier (1894) avec deux eaux-fortes de Jean-François Raffaëlli
- Mémoire pour un avocat (1894 en feuilleton dans Le Journal ; mise en ligne par les Éditions du Boucher ; réédition par Flammarion en 2012).
- Dans l’antichambre (Histoire d’une Minute) (1905). Illustré par Edgar Chahine. Librairie de la Collection des Dix. A. Romagnol, Éditeur. Collection de l'Académie des Goncourt
- La Vache tachetée, Flammarion (1918 ; nouvelle édition en mars 2020 Vache tachetée et concombre fugitif à L'Arbre Vengeur)
- Un homme sensible, Flammarion (1919)
- La Pipe de cidre, Flammarion (1919)
- Les Souvenirs d'un pauvre diable, Flammarion (1921)
- Le Petit Gardeur de vaches, Flammarion (1922)
- La Mort de Balzac L'Échoppe (1989, avec une postface de Pierre Michel et Jean-François Nivet ; nouvelles éditions en 1999, chez Arte Éditions - Éditions du Félin, avec la même postface ; en 2011, aux Éditions Sillage ; et en 2012, aux Éditions de l'Herne, avec un avant-propos de François L'Yvonnet)
- Contes cruels, Librairie Séguier, 2 volumes (1990 ; réédition chez le même éditeur à l'identique, mais en un seul volume, en 2000). Recueil de 150 contes
- Contes drôles, Séguier (1995). Recueil de 21 contes
- Amours cocasses et Noces parisiennes, Librairie Nizet (1995). Deux recueils parus sous le pseudonyme d'Alain Bauquenne en 1885 et 1883
- Bruxelles, Magellan (2011)
- Scrupules, suivi d'Une perquisition en 1894, D'Ores et Déjà, avril 2018, 40 p.

### Textes de critique
- Maîtres modernes. La salon de 1885, Baschet, 1885
- André Wilder, Fondation Bernheim, 1904

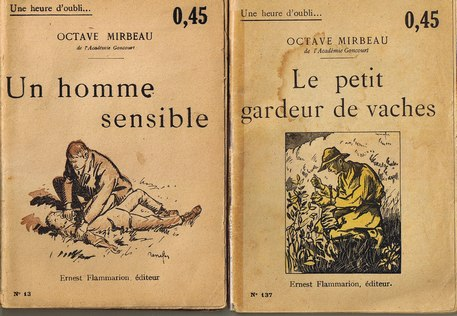
Un homme sensible, 1919, et Le petit gardeur de vaches, 1922

- Chez l'Illustre écrivain, Flammarion (1919)
- Des artistes, Flammarion, 2 volumes (1922-1924)
- Gens de théâtre, Flammarion (1924)
- Les Écrivains, Flammarion, 2 volumes (1925-1926)
- Notes sur l’art, L'Échoppe (1989)
- Sur la statue de Zola, L'Échoppe (1989)
- Combats esthétiques, Séguier, 2 volumes (1993)
- Premières chroniques esthétiques, Presses de l'Université d'Angers - Société Octave Mirbeau (1996)
- Chroniques musicales, Séguier-Archimbaud (2001)
- Combats littéraires, L'Âge d’Homme (2006)

### Textes politiques et sociaux
- La Grève des électeurs (1902).
- Les Grimaces et quelques autres chroniques, Flammarion (1928)
- Combats politiques, Séguier (1990)
- Combats pour l’enfant, Ivan Davy (1990)
- L'Affaire Dreyfus, Séguier (1991)
- Lettres de l'Inde, L'Échoppe (1991)
- Paris déshabillé, L'Échoppe (1991)
- Petits poèmes parisiens, À l'écart (1994)
- L’Amour de la femme vénale, Indigo-Côté femmes (1994)
- Chroniques du Diable, Presses Universitaires de Besançon (1995)
- Chroniques ariégeoises, L'Agasse (1998)
- Dreyfusard !, André Versaille, Bruxelles (2009)
- Interpellations, Le Passager clandestin (2011)
- Beauté des fleurs, pourriture et loi du meurtre, Éditions Plume de Carotte, Toulouse (juin 2017)
- Écrits de “L'Humanité” 1904-1910, Éditions d'Ores et déjà (octobre 2017)

### Correspondance
- Correspondance avec Auguste Rodin, Le Lérot (1988)
- Lettres à Alfred Bansard des Bois, 1862-1874, Le Limon (1989)
- Correspondance avec Claude Monet, Le Lérot (1990)
- Correspondance avec Camille Pissarro, Le Lérot (1990)
- Correspondance avec Jean-François Raffaëlli, Le Lérot (1993)
- Correspondance avec Jean Grave, Au Fourneau (1994)
- Correspondance avec Jules Huret, Le Lérot (2009)
- Correspondance générale, 3 volumes parus, éd. L’Âge d’Homme, (2003-2009), réalisée par Pierre Michel.

### Œuvres d’Octave Mirbeau en ligne
- Site des éditions du Boucher. Les 15 romans de Mirbeau - y compris cinq romans « nègres » - sont en accès libre et gratuit ; ils sont préfacés par Pierre Michel et accompagnés de documents en annexe.
- Groupe Mirbeau de Scribd. On peut notamment y accéder à près de mille articles et œuvres complètes de Mirbeau, notamment des quantités d'articles inédits en volume, ainsi qu'à plus de deux cents articles sur Mirbeau en une trentaine de langues.
- Site de la Bibliothèque Municipale de Lisieux Vingt contes de Mirbeau sont consultables en ligne.
- Lettres de ma chaumière
- Mémoire pour un avocat.
- La Pipe de cidre.
- Chez l’Illustre écrivain.
- Les Mauvais bergers.
- Les affaires sont les affaires.
- Farces et moralités.
- Les Écrivains.
- La Grève des Électeurs (1888)

#### Revues

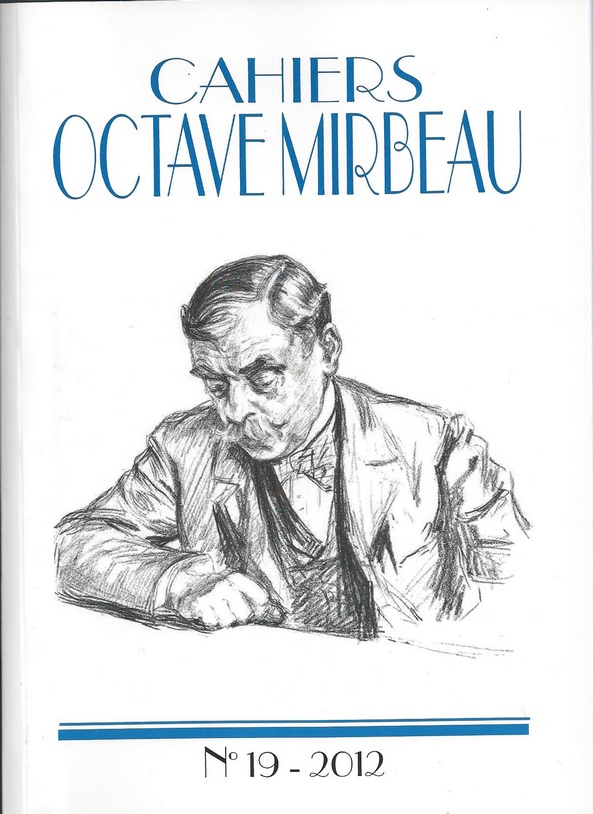